# カール・アレクサンダー (ヴュルテンベルク公)

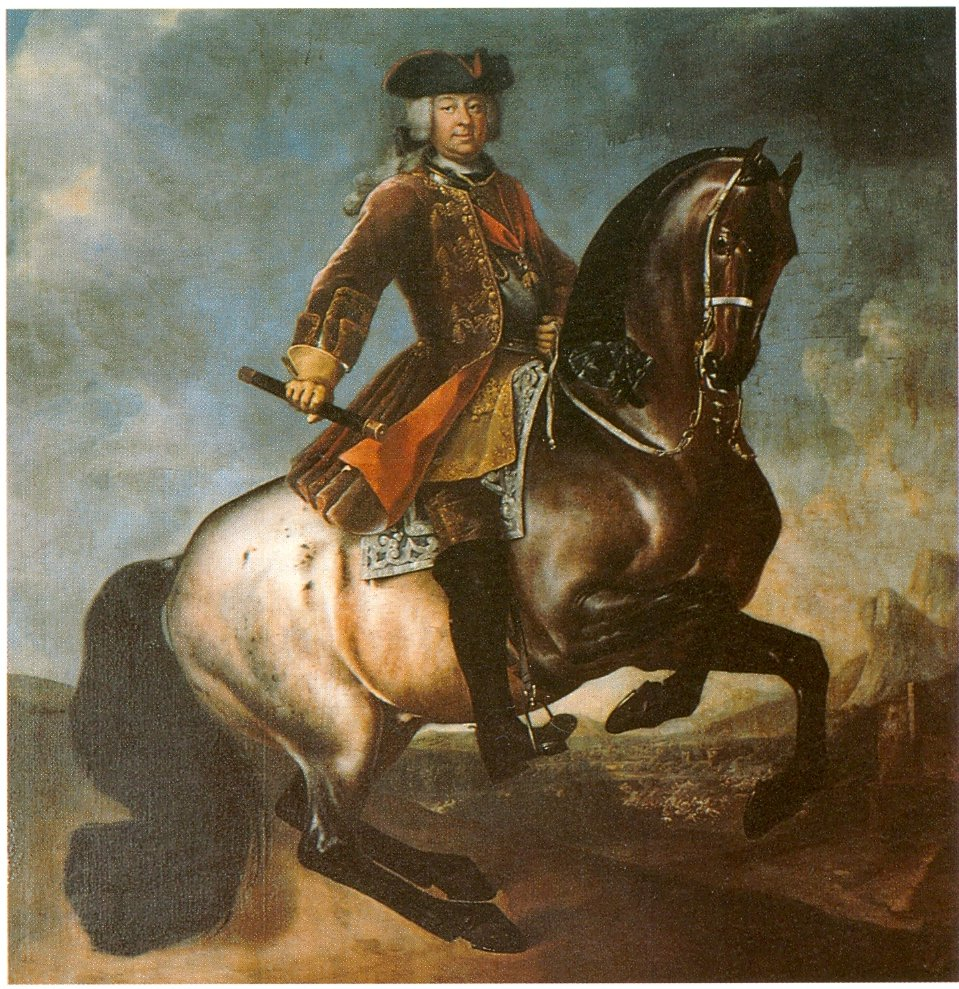
馬上のカール・アレクサンダー

カール・アレクサンダー（Karl Alexander, 1684年1月24日 - 1737年3月12日）は、ヴュルテンベルク公（在位：1733年 - 1737年）、神聖ローマ皇帝（オーストリア）軍の元帥。

## 生涯
カール・アレクサンダーはヴュルテンベルク公エーバーハルト3世の下の息子であるヴュルテンベルク＝ヴィンネンタール公フリードリヒ・カールと、ブランデンブルク＝アンスバッハ辺境伯アルブレヒトの娘エレオノーレ・ユリアーネの間に長男として生まれた。父フリードリヒ・カールは1677年から1693年まで、甥のヴュルテンベルク公エーバーハルト・ルートヴィヒの後見人および摂政を務めた。
本家の公爵エーバーハルト・ルートヴィヒの一人息子フリードリヒ・ルートヴィヒが1731年に亡くなり、2年後の1733年にエーバーハルト・ルートヴィヒも死ぬと、従弟であるカール・アレクサンダーがヴュルテンベルク公爵位を継いだ。カール・アレクサンダーは1712年、皇帝軍の将軍だった頃にカトリックに改宗していた。彼はプリンツ・オイゲンの麾下でスペイン継承戦争や1717年から1718年にかけて行われた墺土戦争に参加し、軍事的な成功を収めていた。1719年には神聖ローマ皇帝カール6世よりベオグラード総督に任命されている。
カール・アレクサンダーはヴュルテンベルク君主となると、先代エーバーハルト・ルートヴィヒが遷都したルートヴィヒスブルクからシュトゥットガルトに首都を戻した。一方、皇帝軍の司令官としてポーランド継承戦争にも参加した。戦争参加や贅沢な生活によってかさむ出費と借金に対処するため、カール・アレクサンダーはユダヤ人のヨーゼフ・ズュース・オッペンハイマーを自らの顧問官に任命した。
オッペンハイマーは公爵の顧問として、疲弊した公国の財政を立て直し、経済的に立ち遅れたヴュルテンベルクの開発に力を注いだ。オッペンハイマーはもともとフランクフルト・アム・マインで高利貸しと銀行業を営んでいたユダヤ人で、1732年よりカール・アレクサンダーの財務関係の私的コンサルタントとなり、カール・アレクサンダーの即位後は当時まだ珍しいユダヤ人の官職保有者（宮廷ユダヤ人）となった。福音派（ルター派）信徒で構成されるヴュルテンベルクの領邦等族は、カトリック信徒の公爵が独断で経済の専門家を雇い国庫を管理しようとするのを邪魔した。カトリック信徒の君主カール・アレクサンダーと福音派の領邦等族（領邦議会の前身）に代表されるヴュルテンベルクの領民たちとの間には対立関係が生じた。
カール・アレクサンダーは1737年、肺水腫に伴う突発的な肺塞栓のため急死した。公爵の死後まもなく、宮廷顧問官オッペンハイマーに対する反ユダヤ主義の陰謀がめぐらされ、陥れられたオッペンハイマーは刑死することになった。

## 子女
1727年にトゥルン・ウント・タクシス侯アンゼルム・フランツの娘マリー＝アウグステと結婚し、間に6人の子女をもうけた。
- カール・オイゲン（1728年 - 1793年） - ヴュルテンベルク公
- オイゲン・ルートヴィヒ（1729年）
- ルートヴィヒ・オイゲン（1731年 - 1795年） - ヴュルテンベルク公
- フリードリヒ・オイゲン（1732年 - 1797年） - ヴュルテンベルク公
- アレクサンダー（1733年 - 1734年）
- アウグステ・エリーザベト（1734年 - 1787年） - 1753年、従兄のトゥルン・ウント・タクシス侯カール・アンゼルムと結婚

| 先代 フリードリヒ・カール         | ヴュルテンベルク＝ヴィンネンタール公 1698年 - 1737年 | 次代 カール・オイゲン |
| 先代 エーバーハルト・ルートヴィヒ | ヴュルテンベルク公 1733年 - 1737年                   | 次代 カール・オイゲン |